# ルーク・エドワード・ライト

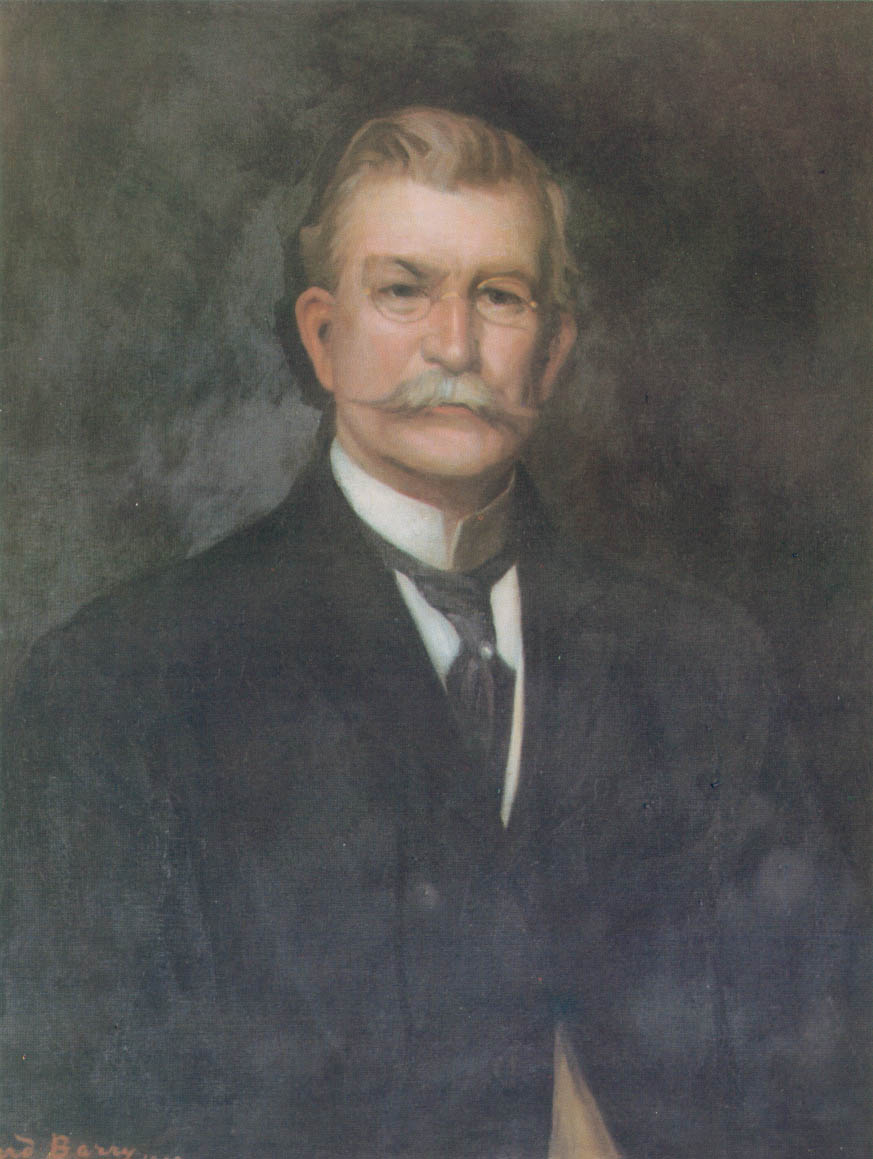
ルーク・エドワード・ライト

ルーク・エドワード・ライト（Luke Edward Wright, 1846年8月29日 - 1922年11月12日）は、アメリカ合衆国の政治家。1904年から1906年までアメリカ領フィリピン総督、1908年から1909年までアメリカ合衆国陸軍長官を務めた。

## 生い立ちと初期の経歴
1846年8月29日、ライトはテネシー州ジャイルズ郡において誕生した。1850年、ライトは家族とともにメンフィスに転居した。ライトは公立学校で学び、15歳のときにアメリカ連合国陸軍に入隊した。ライトはテネシー州第154上級連隊でG中隊に所属し、南北戦争を戦った。1863年、ライトはストーンズリバーの戦いでの射撃について勇敢さを表彰され、少尉に昇進した。南北戦争後の1867年、ライトはミシシッピ大学に入学したが、1868年に退学した。
ライトは父親の事務所で法律を学び、弁護士として認可を受けた。ライトはメンフィス市内で弁護士業を開業した。ライトは1870年からテネシー州検事総長を8年間務めた。1878年、黄熱病が流行すると、ライトは救済委員会の設立を支援した。

## 太平洋地域での活動

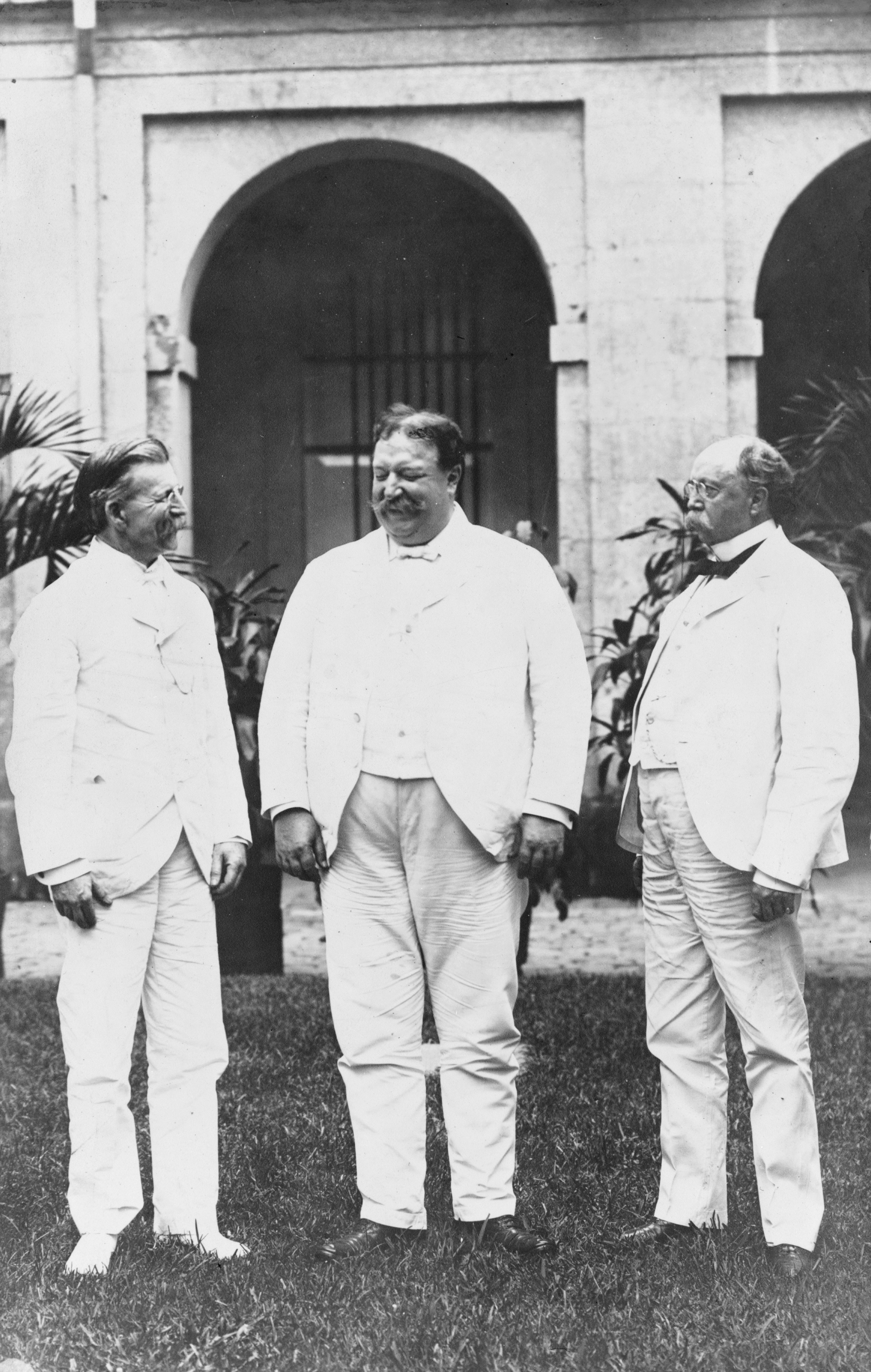
20世紀初頭にフィリピン総督を務めた3人。左からルーク・エドワード・ライト、ウィリアム・ハワード・タフト、ヘンリー・クレイ・アイド。

1900年、ライトはアメリカ領フィリピンにおいてタフト委員会の委員となり、1901年にフィリピン副総督に任ぜられた。ライトは1904年にフィリピン総督となり、1906年まで務めた。ライトは続いて1906年から1907年まで、駐日アメリカ合衆国大使を務めた。

## アメリカ合衆国陸軍長官
ライトは1908年7月1日から1909年3月1日まで、セオドア・ルーズベルト大統領の下で陸軍長官を務めた。ライトは士官として相応しくない人物をふるい落とす人事を勧奨し、また航空技術の積極的利用を推奨した。ライトは就任から1年弱で陸軍長官を辞任し、公職を離れた。

## 晩年
1922年11月12日、ライトはテネシー州メンフィスにおいて死去した。ライトの遺体はメンフィス市内のフォレストヒル墓地に埋葬された。

## 家族
父親はアーチボルド・ライト (Archibald Wright)、母親はメアリー・エリザベス・エルドリッジ (Mary Elizabeth Elderidge) であった。1868年、ライトはキャサリン・セムズと結婚した。ライトはキャサリンとの間に子供を8人もうけた。